# Russischer Fußballpokal 2004/05
Der Russische Fußballpokal 2004/05 war die 13. Austragung des russischen Pokalwettbewerbs der Männer. Pokalsieger wurde ZSKA Moskau. Das Team setzte sich im Finale am 29. Mai 2005 im Lokomotive-Stadion von Moskau gegen den FK Chimki durch. Titelverteidiger Terek Grosny war in der Runde der letzten 32 gegen Amkar Perm ausgeschieden.

## Modus
In der Vorrunde und den folgenden drei Runden nahmen ausschließlich Mannschaften der 2. Division 2004 teil. Dabei traten insgesamt 81 Vereine an, die nach regionalen Gesichtspunkten gelost wurden. In der vierten Runde stiegen dann die 22 Zweitligisten, in der fünften Runde die 16 Erstligisten ein.
Die Spiele der ersten Runde wurden Ende März ausgetragen, das Finale im darauffolgenden Jahr Ende Mai, sodass sich der Pokalwettbewerb über 14 Monate erstreckte. Bis zur vierten Runde und im Finale wurden die Begegnungen in einem Spiel ausgetragen. Bei unentschiedenem Ausgang wurde zur Ermittlung des Siegers eine Verlängerung gespielt. Stand danach kein Sieger fest, folgte ein Elfmeterschießen.
Von der fünften Runde bis zum Halbfinale wurden die Sieger in Hin- und Rückspiel ermittelt. Bei Torgleichstand in beiden Spielen zählte zunächst die größere Zahl der auswärts erzielten Tore; gab es auch hierbei einen Gleichstand, wurde das Rückspiel verlängert und ggf. ein Elfmeterschießen zur Entscheidung ausgetragen. Der Pokalsieger qualifizierte sich für den UEFA-Pokal.

## Teilnehmende Teams
| Premjer-Liga (16) | Premjer-Liga (16) | 1. Division (22) | 1. Division (22) |
| --- | --- | --- | --- |
| - Dynamo Moskau - Lokomotive Moskau - Spartak Moskau - Torpedo Moskau - FK Moskau - ZSKA Moskau - Alanija Wladikawkas - Amkar Perm | - Kuban Krasnodar - Krylja Sowetow Samara - FK Rostow - Rotor Wolgograd - Rubin Kasan - Saturn Ramenskoje - Schinnik Jaroslawl - Zenit St. Petersburg | - Anschi Machatschkala - Arsenal Tula - Baltika Kaliningrad - FK Chimki - Dynamo Brjansk - Dynamo Machatschkala - Gasowik-Gasprom Ischewsk - KAMAS Nabereschnyje Tschelny - Lokomotive Tschita - Lutsch-Energija Wladiwostok - Metallurg-Kusbass Nowokusnezk | - Metallurg Lipezk - Mordowija Saransk - FK Neftechimik Nischnekamsk - FK Orjol - SKA-Energija Chabarowsk - PFK Sokol Saratow - Spartak Naltschik - Terek Grosny - Tom Tomsk - Tschernomorez Noworossijsk - Uralan Elista |
| 2. Division (81)0000000000 | | | |
| - Alnas Almetjewsk - Amur Blagoweschtschensk - Almas Moskau - Anguscht Nasran - Awangard Kursk - Awtodor Wladikawkas - Baltika-Tarko Kaliningrad - Biochimik-Mordowija Saransk - BSK Spirowo - FK Don Nowomoskowsk - Druschba Maikop - Dynamo Barnaul - Dynamo Kirow - Dynamo Stawropol - Dynamo Wologda - Elektronika Nischni Nowgorod - Energetik Uren - Fakel Woronesch - Gasowik Orenburg - Irtysch Omsk - FK Ischewsk | - Iskra Engels - FK Jelez - Kawkastransgas Isobilny - FK Krasnodar-2000 - Lada-SOK Dimitrowgrad - FK Lada Toljatti - FK Lobnja-Alla - Lokomotive Kaluga - Lokomotive Nischni Nowgorod - Lukoil Tscheljabinsk - Maschuk-KMW Pjatigorsk - Metallurg Krasnojarsk - Neftjanik Ufa - Nosta Nowotroizk - FK Obninsk - Okean Nachodka - Olimpija Wolgograd - Petrotrest St. Petersburg - FK Pskow-2000 - FK Reutow | - FK Rjasan-Agrokomplekt - Rotor-2 Wolgograd - Rubin-2 Kasan - FK Saljut-Energija Belgorod - Saturn Jegorjewsk - Schachtjor Prokopjewsk - Schemtschuschina Budjonnowsk - Sewerstal Tscherepowez - Sibirjak Bratsk - FK SKA Rostow - Slawjansk Slawjansk-na-Kubani - Smena Komsomolsk am Amur - Sodowik Sterlitamak - Spartak Kostroma - Spartak Luchowizy - Spartak Schtschjolkowo - Spartak Tambow - Sportakademklub Moskau - Sudostroitel Astrachan - Swesda Irkutsk | - Swetogorez Swetogorsk - Tekstilschtschik-Telekom Iwanowo - Tekstilschtschik Kamyschin - FK Titan Moskau - FK Tobol Kurgan - Torpedo Wladimir - Torpedo Wolschski - Tschkalowez-1936 Nowosibirsk - Ural Jekaterinburg - Uralez Nischni Tagil - FK Witjas Krymsk - FK Witjas Podolsk - FK Widnoje - Wolgar-Gasprom Astrachan - Wolga Twer - Wolga Uljanowsk - Wolotschanin-Ratmir Wyschni Wolotschok - Zenit Pensa - Zenit-2 St. Petersburg - Zenit Tscheljabinsk |

Römische Ziffern in Klammern geben die Ligastufe an, an der die Vereine während der Saison 2004 teilnehmen.

## Vorrunde
Teilnehmer: 16 Vereine der 2. Division.
| Datum      |                                 | Ergebnis              |                                    |
| ---------- | ------------------------------- | --------------------- | ---------------------------------- |
| 23.03.2004 | Kawkastransgas Isobilny (III)   | kampflos              | Schemtschuschina Budjonnowsk (III) |
| 23.03.2004 | Druschba Maikop (III)           | 0:0 n. V. (6:5 i. E.) | FK SKA Rostow (III)                |
| 18.04.2004 | FK Lobnja-Alla (III)            | 2:0                   | FK Obninsk (III)                   |
| 18.04.2004 | Almas Moskau (III)              | 1:0 n. V.             | Wolga Twer (III)                   |
| 19.04.2004 | Uralez Nischni Tagil (III)      | 0:2                   | FK Tobol Kurgan (III)              |
| 19.04.2004 | Lada-SOK Dimitrowgrad (III)     | 3:4 n. V.             | Rubin-2 Kasan (III)                |
| 19.04.2004 | Dynamo Kirow (III)              | 2:0                   | FK Ischewsk (III)                  |
| 24.04.2004 | Baltika-Tarko Kaliningrad (III) | 0:1                   | Sportakademklub Moskau (III)       |

## 1. Runde
Teilnehmer: Die 8 Sieger der Vorrunde und 58 weitere Vereine der 2. Division.
| Datum      |                                              | Ergebnis              |                                        |
| ---------- | -------------------------------------------- | --------------------- | -------------------------------------- |
| 13.04.2004 | Wolgar-Gasprom Astrachan (III)               | 1:0 n. V.             | Sudostroitel Astrachan (III)           |
| 13.04.2004 | FK Witjas Krymsk (III)                       | 2:1                   | Slawjansk Slawjansk-na-Kubani (III)    |
| 13.04.2004 | Tekstilschtschik Kamyschin (III)             | 0:3                   | Olimpija Wolgograd (III)               |
| 13.04.2004 | Rotor-2 Wolgograd (III)                      | 1:4                   | Torpedo Wolschski (III)                |
| 13.04.2004 | FK Krasnodar-2000 (III)                      | 1:0 n. V.             | Druschba Maikop (III)                  |
| 13.04.2004 | Dynamo Stawropol (III)                       | 0:2                   | Kawkastransgas Isobilny (III)          |
| 13.04.2004 | Anguscht Nasran (III)                        | 2:1 n. V.             | Awtodor Wladikawkas (III)              |
| 29.04.2004 | Smena Komsomolsk am Amur (III)               | 1:1 n. V. (3:5 i. E.) | Okean Nachodka (III)                   |
| 29.04.2004 | Tschkalowez-1936 Nowosibirsk (III)           | 1:1 n. V. (3:4 i. E.) | Irtysch Omsk (III)                     |
| 30.04.2004 | FK Tobol Kurgan (III)                        | 0:3                   | Ural Jekaterinburg (III)               |
| 30.04.2004 | Rubin-2 Kasan (III)                          | 1:0                   | FK Lada Toljatti (III)                 |
| 30.04.2004 | Neftjanik Ufa (III)                          | 1:2                   | Sodowik Sterlitamak (III)              |
| 30.04.2004 | Lukoil Tscheljabinsk (III)                   | 1:0                   | Zenit Tscheljabinsk (III)              |
| 30.04.2004 | Gasowik Orenburg (III)                       | 1:1 n. V. (1:4 i. E.) | Nosta Nowotroizk (III)                 |
| 30.04.2004 | Energetik Uren (III)                         | 1:0                   | Dynamo Kirow (III)                     |
| 30.04.2004 | Elektronika Nischni Nowgorod (III)           | 2:0                   | Lokomotive Nischni Nowgorod (III)      |
| 30.04.2004 | Alnas Almetjewsk (III)                       | 0:1 n. V.             | Wolga Uljanowsk (III)                  |
| 02.05.2004 | Zenit-2 St. Petersburg (III)                 | kampflos              | Swetogorez Swetogorsk (III)            |
| 02.05.2004 | Wolotschanin-Ratmir Wyschni Wolotschok (III) | 2:0                   | Almas Moskau (III)                     |
| 02.05.2004 | FK Witjas Podolsk (III)                      | 2:0                   | FK Titan Moskau (III)                  |
| 02.05.2004 | Sportakademklub Moskau (III)                 | 1:0                   | Petrotrest St. Petersburg (III)        |
| 02.05.2004 | Spartak Tambow (III)                         | 1:0                   | FK Rjasan-Agrokomplekt (III)           |
| 02.05.2004 | Spartak Schtschjolkowo (III)                 | 0:1                   | FK Widnoje (III)                       |
| 02.05.2004 | Spartak Kostroma (III)                       | 2:0                   | Tekstilschtschik-Telekom Iwanowo (III) |
| 02.05.2004 | Saturn Jegorjewsk (III)                      | 0:1                   | Biochimik-Mordowija Saransk (III)      |
| 02.05.2004 | FK Pskow-2000 (III)                          | 0:1                   | BSK Spirowo (III)                      |
| 02.05.2004 | Lokomotive Kaluga (III)                      | 0:1                   | FK Lobnja-Alla (III)                   |
| 02.05.2004 | FK Jelez (III)                               | 2:1                   | Fakel Woronesch (III)                  |
| 02.05.2004 | Dynamo Wologda (III)                         | 3:1 n. V.             | Sewerstal Tscherepowez (III)           |
| 02.05.2004 | FK Don Nowomoskowsk (III)                    | 0:0 n. V. (8:7 i. E.) | Spartak Luchowizy (III)                |
| 02.05.2004 | Awangard Kursk (III)                         | 1:1 n. V. (5:4 i. E.) | FK Saljut-Energija Belgorod (III)      |
| 02.05.2004 | Zenit Pensa (III)                            | 3:0                   | Iskra Engels (III)                     |
| 02.05.2004 | Torpedo Wladimir (III)                       | 0:2                   | FK Reutow (III)                        |

## 2. Runde
Teilnehmer: Die 33 Sieger der ersten Runde und 7 weitere Vereine der 2. Division.
| Datum      |                                   | Ergebnis              |                                              |
| ---------- | --------------------------------- | --------------------- | -------------------------------------------- |
| 23.05.2004 | Kawkastransgas Isobilny (III)     | 2:0                   | Maschuk-KMW Pjatigorsk (III)                 |
| 23.05.2004 | FK Witjas Krymsk (III)            | 1:2 n. V.             | FK Krasnodar-2000 (III)                      |
| 23.05.2004 | Torpedo Wolschski (III)           | 2:2 n. V. (3:4 i. E.) | Olimpija Wolgograd (III)                     |
| 23.05.2004 | Anguscht Nasran (III)             | 3:1                   | Wolgar-Gasprom Astrachan (III)               |
| 23.05.2004 | Swesda Irkutsk (III)              | 2:1                   | Sibirjak Bratsk (III)                        |
| 23.05.2004 | Okean Nachodka (III)              | 0:0 n. V. (4:5 i. E.) | Amur Blagoweschtschensk (III)                |
| 23.05.2004 | Metallurg Krasnojarsk (III)       | 3:1 n. V.             | Schachtjor Prokopjewsk (III)                 |
| 23.05.2004 | Irtysch Omsk (III)                | 3:2 n. V.             | Dynamo Barnaul (III)                         |
| 23.05.2004 | Wolga Uljanowsk (III)             | 2:1                   | Rubin-2 Kasan (III)                          |
| 23.05.2004 | Ural Jekaterinburg (III)          | 2:2 n. V. (2:4 i. E.) | Lukoil Tscheljabinsk (III)                   |
| 23.05.2004 | Sodowik Sterlitamak (III)         | 2:0                   | Nosta Nowotroizk (III)                       |
| 23.05.2004 | Energetik Uren (III)              | 5:2                   | Elektronika Nischni Nowgorod (III)           |
| 23.05.2004 | Sportakademklub Moskau (III)      | 1:0 n. V.             | Zenit-2 St. Petersburg (III)                 |
| 23.05.2004 | Spartak Tambow (III)              | 4:3 n. V.             | Zenit Pensa (III)                            |
| 23.05.2004 | FK Lobnja-Alla (III)              | 1:0 n. V.             | FK Witjas Podolsk (III)                      |
| 23.05.2004 | FK Widnoje (III)                  | 2:1                   | FK Reutow (III)                              |
| 23.05.2004 | Dynamo Wologda (III)              | 1:1 n. V. (3:4 i. E.) | Spartak Kostroma (III)                       |
| 23.05.2004 | BSK Spirowo (III)                 | 1:0 n. V.             | Wolotschanin-Ratmir Wyschni Wolotschok (III) |
| 23.05.2004 | Biochimik-Mordowija Saransk (III) | 3:2 n. V.             | FK Don Nowomoskowsk (III)                    |
| 23.05.2004 | Awangard Kursk (III)              | 0:2                   | FK Jelez (III)                               |

## 3. Runde
Teilnehmer: Die 20 Sieger der zweiten Runde.
| Datum      |                                   | Ergebnis              |                               |
| ---------- | --------------------------------- | --------------------- | ----------------------------- |
| 05.06.2004 | Olimpija Wolgograd (III)          | 4:0                   | Anguscht Nasran (III)         |
| 05.06.2004 | FK Krasnodar-2000 (III)           | 1:0                   | Kawkastransgas Isobilny (III) |
| 07.06.2004 | Wolga Uljanowsk (III)             | 1:0                   | Energetik Uren (III)          |
| 07.06.2004 | Sodowik Sterlitamak (III)         | 2:2 n. V. (5:4 i. E.) | Lukoil Tscheljabinsk (III)    |
| 11.06.2004 | Amur Blagoweschtschensk (III)     | 2:0                   | Swesda Irkutsk (III)          |
| 11.06.2004 | Irtysch Omsk (III)                | 1:0                   | Metallurg Krasnojarsk (III)   |
| 13.06.2004 | FK Jelez (III)                    | 4:1                   | Spartak Tambow (III)          |
| 13.06.2004 | FK Widnoje (III)                  | 0:1 n. V.             | Spartak Kostroma (III)        |
| 13.06.2004 | BSK Spirowo (III)                 | 1:0                   | Sportakademklub Moskau (III)  |
| 13.06.2004 | Biochimik-Mordowija Saransk (III) | 1:0                   | FK Lobnja-Alla (III)          |

## 4. Runde
Teilnehmer: Die 10 Sieger der dritten Runde und die 22 Vereine der 1. Division
| Datum      |                                   | Ergebnis  |                                    |
| ---------- | --------------------------------- | --------- | ---------------------------------- |
| 02.07.2004 | Wolga Uljanowsk (III)             | 0:3       | KAMAS Nabereschnyje Tschelny (II)  |
| 02.07.2004 | Uralan Elista (II)                | 1:2 n. V. | Dynamo Machatschkala (II)          |
| 02.07.2004 | Tom Tomsk (II)                    | 4:1       | Metallurg-Kusbass Nowokusnezk (II) |
| 02.07.2004 | Spartak Kostroma (III)            | 1:2       | Dynamo Brjansk (II)                |
| 02.07.2004 | PFK Sokol Saratow (II)            | 2:0       | Lisma-Mordowija Saransk (II)       |
| 02.07.2004 | Sodowik Sterlitamak (III)         | 4:1       | FK Neftechimik Nischnekamsk (II)   |
| 02.07.2004 | Olimpija Wolgograd (III)          | 3:1       | Anschi Machatschkala (II)          |
| 02.07.2004 | Lokomotive Tschita (II)           | 1:0       | Lutsch-Energija Wladiwostok (II)   |
| 02.07.2004 | FK Orjol (II)                     | 0:1       | Metallurg Lipezk (II)              |
| 02.07.2004 | FK Krasnodar-2000 (III)           | 0:2       | Terek Grosny (II)                  |
| 02.07.2004 | FK Chimki (II)                    | 5:1       | Baltika Kaliningrad (II)           |
| 02.07.2004 | Tschernomorez Noworossijsk (II)   | 3:0       | Spartak Naltschik (II)             |
| 02.07.2004 | BSK Spirowo (III)                 | 0:1       | Arsenal Tula (II)                  |
| 02.07.2004 | Biochimik-Mordowija Saransk (III) | 2:4 n. V. | FK Jelez (III)                     |
| 02.07.2004 | Amur Blagoweschtschensk (III)     | 0:1       | SKA-Energija Chabarowsk (II)       |
| 02.07.2004 | Irtysch Omsk (III)                | 2:0       | Gasowik-Gasprom Ischewsk (III)     |

## 5. Runde
Teilnehmer: Die 16 Sieger der vierten Runde, sowie die 16 Erstligisten.
| Datum             |                                 | Gesamt |                                   | Hinspiel | Rückspiel |
| ----------------- | ------------------------------- | ------ | --------------------------------- | -------- | --------- |
| 31.07./07.08.2004 | Krylja Sowetow Samara (I)       | 7:2    | Olimpija Wolgograd (III)          | 3:1      | 4:1       |
| 31.07./07.08.2004 | Irtysch Omsk (III)              | 1:9    | Zenit St. Petersburg (I)          | 0:2      | 1:7       |
| 31.07./08.09.2004 | Tschernomorez Noworossijsk (II) | 2:1    | Lokomotive Moskau (I)             | 1:0      | 1:1       |
| 31.07./10.08.2004 | Tom Tomsk (II)                  | 2:4    | Kuban Krasnodar (I)               | 1:1      | 1:3       |
| 31.07./10.08.2004 | Spartak Moskau (I)              | 1:3    | Metallurg Lipezk (II)             | 0:2      | 1:1       |
| 31.07./10.08.2004 | Sodowik Sterlitamak (III)       | 2:4    | FK Rostow (I)                     | 1:2      | 1:2       |
| 31.07./10.08.2004 | SKA-Energija Chabarowsk (II)    | 3:4    | Schinnik Jaroslawl (I)            | 3:0      | 0:4       |
| 31.07./10.08.2004 | Saturn Ramenskoje (I)           | 6:1    | KAMAS Nabereschnyje Tschelny (II) | 3:0      | 3:1       |
| 31.07./10.10.2004 | Rubin Kasan (I)                 | 1:4    | FK Chimki (II)                    | 0:1      | 1:3       |
| 31.07./10.08.2004 | Lokomotive Tschita (II)         | 1:5    | Rotor Wolgograd (I)               | 1:0      | 0:5       |
| 31.07./10.08.2004 | Dynamo Moskau (I)               | 5:0    | Dynamo Machatschkala (II)         | 2:0      | 3:0       |
| 31.07./10.08.2004 | Dynamo Brjansk (II)             | 0:4    | Torpedo Moskau (I)                | 0:2      | 0:2       |
| 31.07./11.08.2004 | FK Jelez (III)                  | 1:8    | FK Moskau (I)                     | 1:3      | 0:5       |
| 31.07./16.11.2004 | Terek Grosny (II)               | 0:1    | Amkar Perm (I)                    | 0:1      | 0:0       |
| 31.07./20.11.2004 | PFK Sokol Saratow (II)          | 2:3    | ZSKA Moskau (I)                   | 2:0      | 00:3 1    |
| 01.08./10.08.2004 | Arsenal Tula (II)               | 2:5    | Alanija Wladikawkas (I)           | 0:0      | 2:5       |

## Achtelfinale
Teilnehmer: Die 16 Sieger der fünften Runde.
| Datum          |                          | Gesamt |                                   | Hinspiel | Rückspiel |
| -------------- | ------------------------ | ------ | --------------------------------- | -------- | --------- |
| 01./05.03.2005 | FK Moskau (I)            | 2:6    | ZSKA Moskau (I)                   | 1:3      | 1:3       |
| 01./06.03.2005 | Torpedo Moskau (I)       | 4:1    | Metallurg Lipezk (II)             | 3:0      | 1:1       |
| 07./16.03.2005 | Alanija Wladikawkas (I)  | 1:3    | FK Chimki (II)                    | 0:2      | 1:1       |
| 09./16.03.2005 | Zenit St. Petersburg (I) | 1:0    | Kuban Krasnodar (I)               | 0:0      | 1:0       |
| 09./16.03.2005 | FK Rostow (I)            | 1:2    | Saturn Ramenskoje (I)             | 1:2      | 0:0       |
| 09./16.03.2005 | Dynamo Moskau (I)        | 1:2    | Krylja Sowetow Samara (I)         | 1:1      | 0:1       |
| 09./16.03.2005 | Schinnik Jaroslawl (I)   | -:-    | Rotor Wolgograd (I) 1             | -:-      | -:-       |
| 09./16.03.2005 | Amkar Perm (I)           | -:-    | Tschernomorez Noworossijsk (II) 1 | -:-      | -:-       |

## Viertelfinale
| Datum             |                          | Gesamt |                           | Hinspiel | Rückspiel |
| ----------------- | ------------------------ | ------ | ------------------------- | -------- | --------- |
| 06.04./20.04.2005 | Zenit St. Petersburg (I) | 8:1    | Schinnik Jaroslawl (I)    | 4:0      | 4:1       |
| 06.04./20.04.2005 | FK Chimki (II)           | 4:1    | Torpedo Moskau (I)        | 1:1      | 3:0       |
| 06.04./20.04.2005 | Amkar Perm (I)           | 2:1    | Krylja Sowetow Samara (I) | 1:0      | 1:1       |
| 20.04./10.05.2005 | ZSKA Moskau (I)          | 2:1    | Saturn Ramenskoje (I)     | 2:1      | 0:0       |

## Halbfinale
| Datum             |                          | Gesamt |                 | Hinspiel | Rückspiel |
| ----------------- | ------------------------ | ------ | --------------- | -------- | --------- |
| 27.04./04.05.2005 | FK Chimki (II)           | 2:0    | Amkar Perm (I)  | 2:0      | 0:0       |
| 13.05./25.05.2005 | Zenit St. Petersburg (I) | 1:2    | ZSKA Moskau (I) | 1:0      | 0:2       |

## Finale
| Paarung        | ZSKA Moskau – FK Chimki |
| Ergebnis       | 1:0 (0:0) |
| Datum          | 29. Mai 2005 |
| Stadion        | Lokomotive-Stadion, Moskau |
| Zuschauer      | 24.000 |
| Schiedsrichter | Almir Kajumow |
| Tore           | 1:0 Juri Schirkow (68.) |
| ZSKA Moskau    | Igor Akinfejew – Deividas Šemberas, Wassili Beresuzki (46. Miloš Krasić), Sergei Ignaschewitsch , Jewgeni Aldonin – Alexei Beresuzki, Daniel Carvalho, Rolan Gussew (55. Chidi Odiah), Ivica Olić (71. Juris Laizāns) – Juri Schirkow, Vágner Love. Cheftrainer: Waleri Gassajew     |
| FK Chimki      | Georgi Lomaia – Miodrag Jovanović, Andrij Proschin, Andrei Jeschtschenko, Iurie Priganiuc – Andrei Perow, Ruslan Nachuschew (82. Oleg Iwanow), Witali Grischin, Zimafej Kalatschou – Aleksandr Danischewski (82. Aleksandr Antipenko), Andrei Tichonow. Cheftrainer: Pawlo Jakowenko |
| Gelbe Karten   | Deividas Šemberas, – Andrei Perow, Iurie Priganiuc |